# (309239) 2007 RW10
(309239) 2007 RW10 è un oggetto transnettuniano, quasi-satellite di Nettuno.
Alla sua scoperta nel 2007 nell'ambito del programma Palomar Distant Solar System Survey (PDSSS) dell'Osservatorio di Monte Palomar, si ipotizzò che fosse un asteroide troiano di Nettuno a causa di un semiasse maggiore prossimo a quello degli altri troiani, ma successivamente si confermò essere quasi-satellite, finora l'unico osservato, dello stesso pianeta.
Un quasi-satellite di un pianeta è un asteroide che ha un'orbita attorno al Sole tale che, osservandolo dal pianeta, l'oggetto sembra orbitare attorno al pianeta stesso.
Finora sono noti, oltre a (309239) 2007 RW10, unico quasi-satellite di Nettuno, un solo quasi-satellite di Venere (524522 Zoozve) e cinque quasi-satelliti della Terra. Gli altri pianeti del sistema solare non hanno quasi-satelliti noti.
(309239) 2007 RW10 rimarrà un quasi-satellite per circa 12 500 anni, dopodiché, secondo le simulazioni orbitali, diventerà un asteroide troiano di Nettuno.